# Farida Tahar

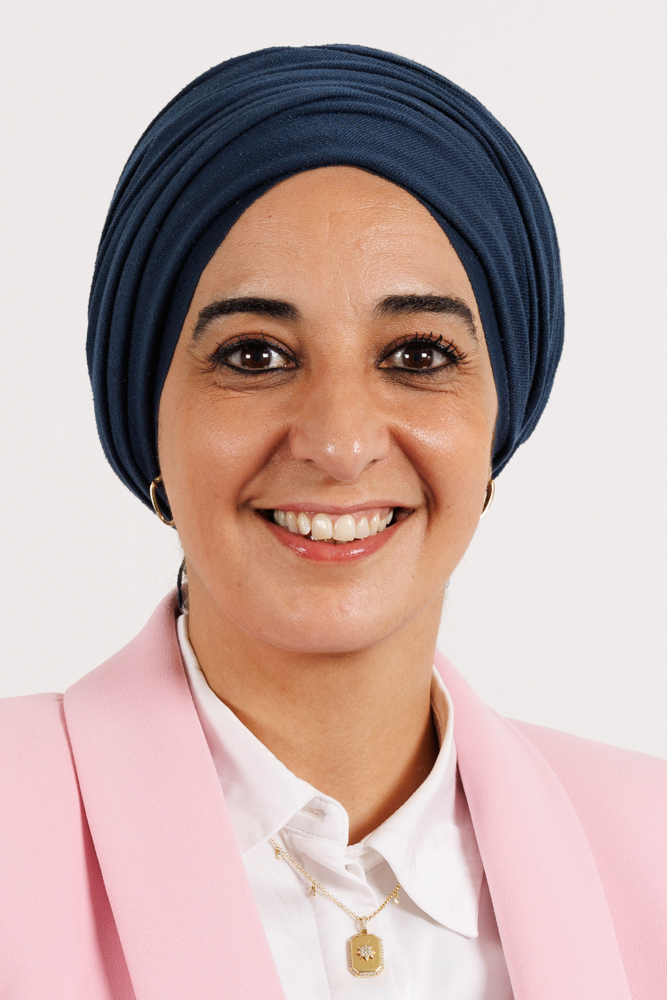
Farida Tahar

Farida Tahar (Brussel, 20 november 1977) is een Belgisch politica: eerst voor de PS, daarna voor Ecolo.

## Levensloop
Tahar is afkomstig uit Marokko. Haar vader trok in de jaren 1970 naar België om er een nieuw leven uit te bouwen.
Ze werd in 2000 bachelor in sociaal werk aan de hogeschool ISFSC in Schaarbeek en behaalde in 2002 het diploma van licentiate in de sociale wetenschappen aan de ULB. Daarna studeerde ze vier jaar islamitische wetenschappen aan de Europese Academie van Islamitische en Culturele Wetenschappen in België en in 2008 behaalde ze nog een master in de mensenrechten aan de Université Saint-Louis.
Van 2003 tot 2005 werkte ze als sociaal assistente bij het OCMW van Sint-Jans-Molenbeek, waar ze actief was als vakbondsafgevaardigde, en van 2009 tot 2019 was ze coördinator van de vzw Le Figuier, waar ze projecten beheerde rond sociaal-juridische permanentie, alfabetiseringscursussen en burgerlijke vorming.
In 2010 stichtte Tahar de vzw TETE, die zich inzet tegen discriminatie van vrouwen in het onderwijs en op de arbeidsmarkt. Ook werd ze een actief lid van de Beweging tegen Racisme, Antisemitisme en Xenofobie (MRAX), waarvan ze van 2016 tot 2018 ondervoorzitter was. Van 2014 tot 2020 was ze ook ondervoorzitster van de vzw CCIB, het collectief tegen islamofobie in België.
Van 2012 tot 2018 was Tahar voor de PS gemeenteraadslid van Sint-Jans-Molenbeek. Bij de gemeenteraadsverkiezingen van oktober 2018 was ze geen kandidaat meer. Nadat ze de PS had verlaten, sloot Tahar zich in maart 2019 aan bij Ecolo. Voor deze partij zetelt zij sinds december 2024 in de gemeenteraad van Schaarbeek.
Voor Ecolo werd Tahar bij de Brusselse gewestverkiezingen van mei 2019 verkozen in het Brussels Hoofdstedelijk Parlement. Ze werd daarmee, na Mahinur Özdemir, het tweede Belgische parlementslid dat een islamitische hidjab draagt. In het Brussels Parlement ging ze zich toeleggen op economie en werk, gelijke kansen, vrouwenrechten, sociale zaken en gezondheid en zetelde ze van 2020 tot 2024 in de commissie Economie en Tewerkstelling. Vanaf april 2021 was ze fractieleider van haar partij in het Parlement francophone bruxellois, het wetgevende orgaan van de Franse Gemeenschapscommissie. Bovendien zetelde Tahar van 2019 tot 2024 in de Senaat als deelstaatsenator. Van 2019 tot 2021 was ze er voorzitter van de commissie Democratische Vernieuwing, Burgerschap en Internationale Betrekkingen en diende ze als co-auteur verschillende informatierapporten en voorstellen tot resolutie in die betrekking hadden op de bestrijding van racisme en discriminatie, het recht op lichamelijke zelfbeschikking en het tegengaan van geweld tijdens de zwangerschap.
Bij de Brusselse gewestverkiezingen van juni 2024 werd Tahar niet rechtstreeks herkozen. Wel kwam ze opnieuw in het Brussels Parlement terecht als tijdelijke vervanger van ontslagnemend Brussels minister Alain Maron. Na het ontslag van  Marie Lecocq, die was verkozen tot co-voorzitter van Ecolo, kon Tahar permanent in het Brussels Parlement blijven zetelen. Ze werd opnieuw Ecolo-fractieleider in het Parlement francophone bruxellois. 